# Cephalotes cordiventris
Espèce
Cephalotes cordiventris est une espèce de fourmis arboricoles de la sous-famille des Myrmicinae.

## Répartition
Cette espèce se rencontre au Costa Rica et au Panama.

## Description
Les ouvrières mesurent de 6,32 à 7,44 mm, les soldates de 8,44 à 10,20 mm et la gyne de 11,04-12,04 mm.

## Classification
Le nom valide complet (avec auteur) de ce taxon est Cephalotes cordiventris (Santschi, 1931).
L'espèce a été initialement classée dans le genre Crytocerus  sous le protonyme Crytocerus multispinus var. cordiventris Santschi, 1931. 
Cephalotes cordiventris a pour synonymes :
- Crytocerus multispinus var. cordiventris Santschi, 1931